# Virginia Slims of Dallas 1988
Virginia Slims of Dallas 1988 — жіночий тенісний турнір, що проходив на закритих кортах з килимовим покриттям Moody Coliseum у Далласі (США). Належав до турнірів 4-ї категорії в рамках Туру WTA 1988. Турнір відбувсь увісімнадцяте і тривав з 8 до 14 лютого 1988 року. Перша сіяна Мартіна Навратілова здобула титул в одиночному розряді.

## Фінальна частина

### Одиночний розряд
Мартіна Навратілова —  Пем Шрайвер 6–0, 6–3
- Для Навратілової це був 1-й титул в одиночному розряді за сезон і 130-й — за кар'єру.

### Парний розряд
Лорі Макніл /  Ева Пфафф —  Джиджі Фернандес /  Зіна Гаррісон 2–6, 6–4, 7–5
- Для Макніл це був 1-й титул за рік і 12-й — за кар'єру. Для Пфафф це був 1-й титул за рік і 5-й — за кар'єру.